# 坦氏下銀漢魚
坦氏下銀漢魚（学名：Hypoatherina temminckii）為輻鰭魚綱銀漢魚目銀漢魚科的其中一種，分布於印度太平洋區，從紅海至澳洲、庫克群島海域，深度可達8公尺，體長可達12公分，為熱帶海水魚，棲息在沿岸淺水域，生活習性不明。